# Gelert
Gelert est un chien légendaire associé au village de Beddgelert (dont le nom signifie « tombe de Gelert » en gallois) dans le nord du pays de Galles. L'histoire de Gelert rappelle celle du lévrier Guinefort. Sa classification Aarne-Thompson est 178A. Selon la légende, le chien appartenait à Llywelyn le Grand, prince de Gwynedd.
En revenant de la chasse, celui-ci constate que son bébé a disparu, son berceau retourné et que son chien a le museau recouvert de sang. Pensant que le chien a massacré l'enfant, Llywelyn le pourfend au moyen de son épée. Tandis que l'animal expire en hurlant de douleur, Llywelyn entend le cri de son enfant, indemne sous son berceau et découvre le cadavre d'un loup, tué par Gerlert avant d'avoir pu faire du mal à l'enfant. Llywelyn est envahi par le remords et enterre son chien avec les plus grands honneurs. Il ne sourira plus jamais.

## La tombe de Gelert

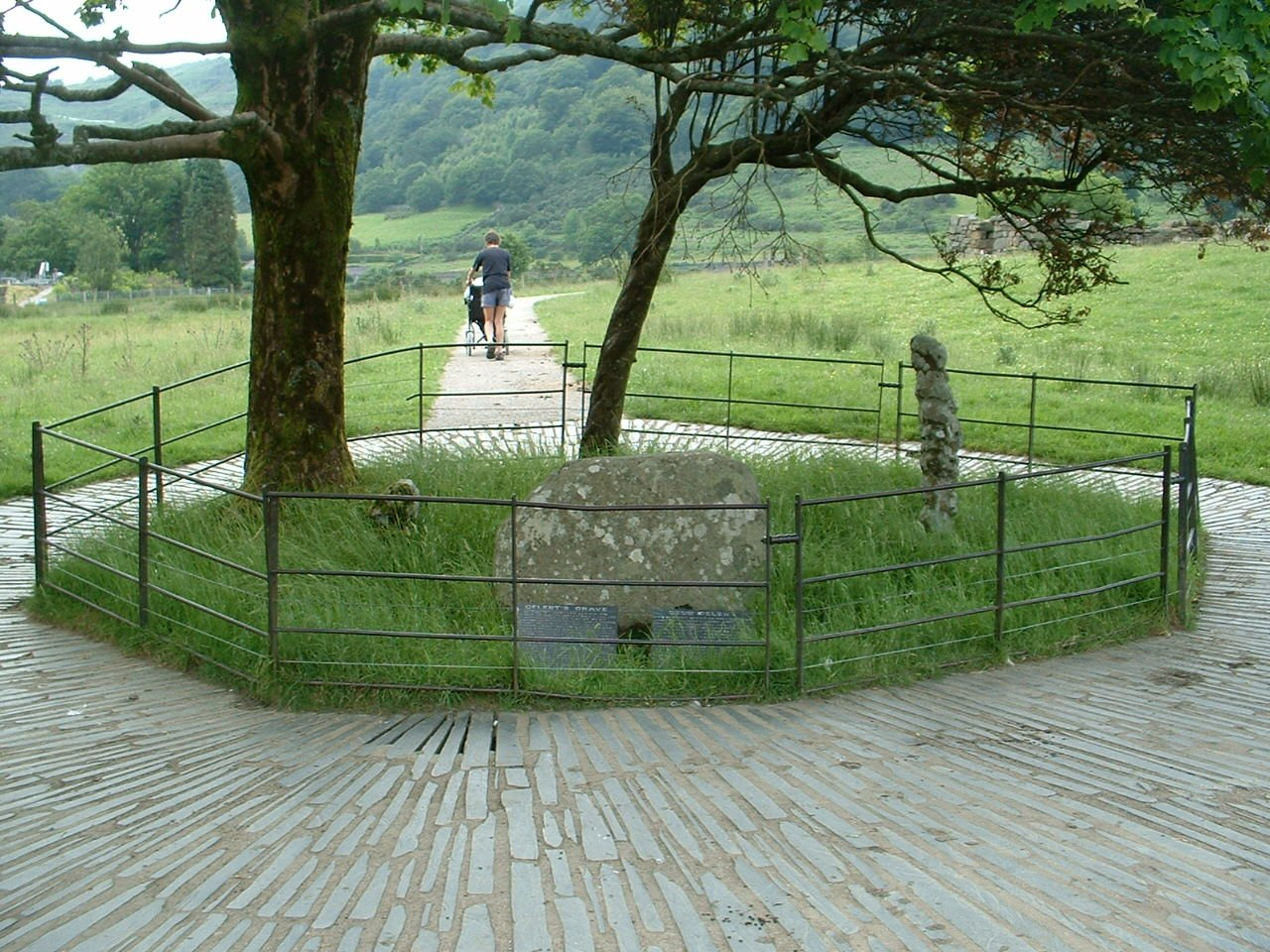
La tombe de Gelert, Beddgelert.

Malgré son nom, il est maintenant admis que le village de Beddgelert tire son nom, non de la légende, mais d'un saint celte nommé Kilart ou Celert. La tombe visible dans le village est attribuée à un hôtelier du XVIIIe siècle, David Prichard, qui a voulu faire du village une destination touristique.